# Abdi Bile
Abdi Bile (* 28. prosince 1962 Laas Caanood) je bývalý somálský atlet, běžec, mistr světa v běhu na 1500 metrů z roku 1987.

## Sportovní kariéra
Jde o prvního reprezentanta Somálska, který se stal mistrem světa v atletice. Tohoto úspěchu dosáhl v roce 1987 v závodě na 1500 metrů. Na světovém šampionátu v roce 1993 získal v této disciplíně bronzovou medaili. Od roku 1983 žil v USA, po návratu do vlasti v roce 2008 se stal trenérem somálských atletů.

## Osobní rekordy
- 800 metrů – 1:43,60 (1989)
- 1500 metrů – 3:30,55 (1989)